# São Joaquim
São Joaquim, amtlich portugiesisch Município de São Joaquim, ist eine Stadt im Bundesstaat Santa Catarina im Süden Brasiliens. Bekannt ist die Stadt wegen des häufigen Schneefalls und des nahe gelegenen Nationalparks São Joaquim.

## Geographie
São Joaquim liegt 1360 Meter über dem Meeresspiegel und ist eine der höchsten Städte des Landes. 
Die Stadt war von 1989 bis 2017 Teil der Mikroregion Campos de Lages, die wiederum Teil der Mesoregion Serrana von Santa Catarina war. Seit 2017 liegt sie in der neu geschaffenen geostatistischen Região geográfica imediata Lages.

### Klima
In São Joaquim herrscht ein subtropisches, ganzjährig feuchtes Hochlandklima  (Köppen: Cfb), das als echtes gemäßigtes ozeanisches Klima interpretiert werden kann. Die Temperaturen sind das ganze Jahr über mild, ohne größere Unterschiede zwischen den Jahreszeiten. Die Temperaturrekorde sind −9 °C (14. Juli 2000), was für brasilianische Verhältnisse sehr kalt ist, und  31,4 °C (20. Dezember 1971). Temperaturaufzeichnungen von über 30 °C gab es sechsmal. Schnee kommt fast jedes Jahr vor, wenn auch von geringer Intensität, außer in seltenen Fällen wie 1957, als der größte Schneefall in Santa Catarina und der zweitgrößte im Land zu 1,3 m Schneehöhe und einer einwöchigen  Blockade der Stadt führte.

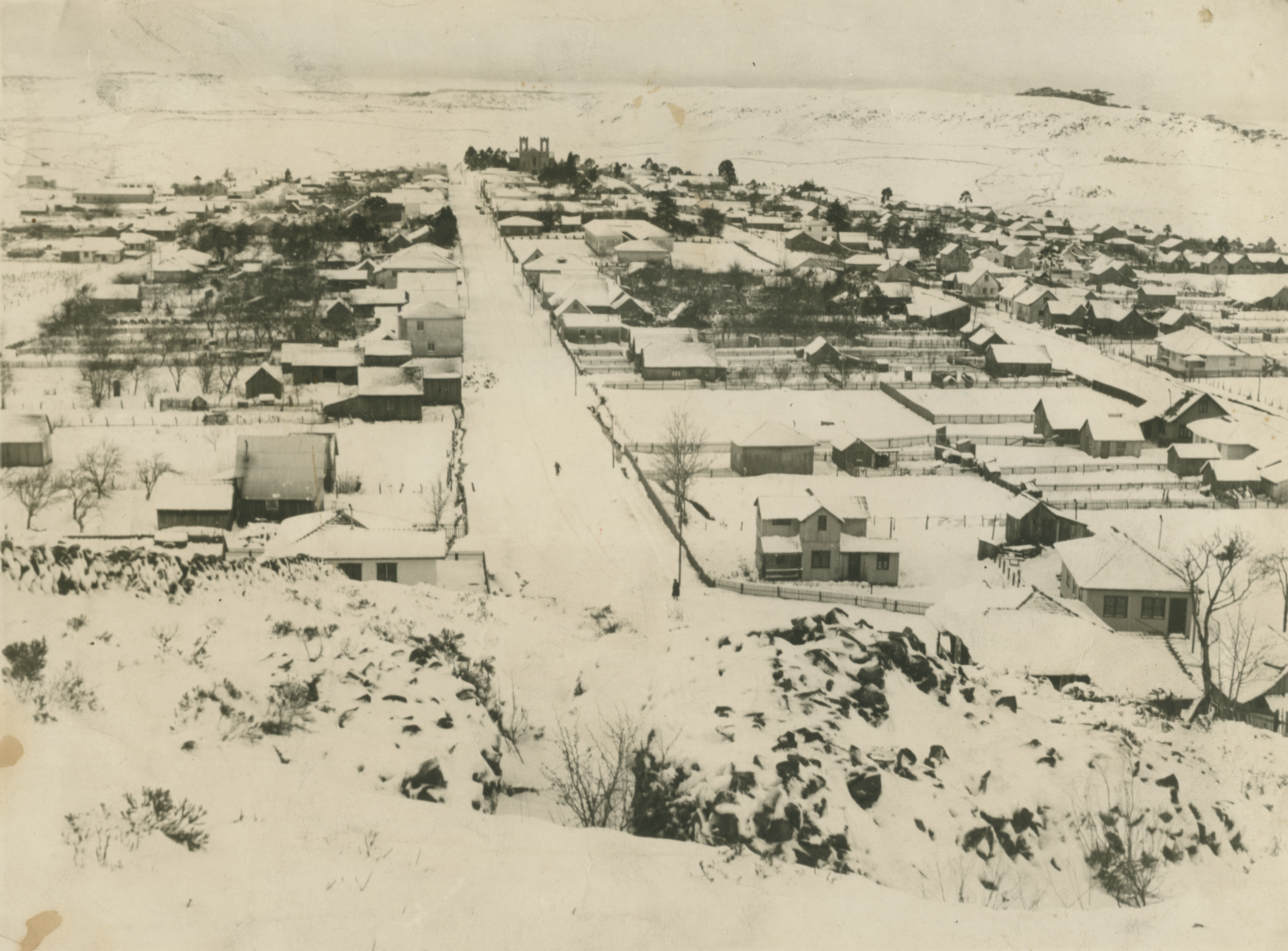
São Joaquim bedeckt mit Schnee im Jahr 1968, 11 Jahre nach dem größten Blizzard des Staates.

Studien zeigen die Zunahme der Niederschlagsfrequenz mit der warmen Phase der Pazifische Dekaden-Oszillation (PDO) und deren Abnahme während der Episoden El Niño und La Niña. Wenn die Höhenlage höher oder ein paar Grad weiter südlich wäre, würde es wahrscheinlich einen gleichmäßigeren und kumulativeren Schneefall ertragen. Der Niederschlag ist während des Jahres gut verteilt, im Gegensatz zu Campos do Jordão zum Beispiel, in dem es eine definierte Trockenzeit gibt, ohne dass genau definierte Spitzen wie erwartet vorhanden sind. Frost kann sogar im Hochsommer auftreten und beträgt im Durchschnitt 40,8 Tage pro Jahr, wo das Einfrieren von Boden und Pflanzen zwischen den Jahren 1980 und 2003 von der dortigen meteorologischen Station registriert wird. Die Stadt hat durchschnittlich 2,7 Schneetage im Jahr und ist damit das schneesicherste Stadtgebiet Brasiliens, abgesehen von den höheren ländlichen Gebieten. Da die meisten brasilianischen Gemeinden nie oder nur sehr selten Schnee bekommen, wird die Stadt oft als Wintertourismus für Menschen besucht, die den Schneefall beobachten möchten, der in einem anderen Moment normalerweise zu den günstigsten Zeiten in der Mitte des Jahres fällt.
|                       | Jan   | Feb   | Mär   | Apr   | Mai   | Jun   | Jul   | Aug   | Sep   | Okt   | Nov   | Dez   |   |         |
| Mittl. Tagesmax. (°C) | 22,6  | 21,4  | 21,5  | 19,1  | 15,8  | 14,7  | 14,5  | 16,7  | 16,6  | 18,9  | 20,5  | 22,2  | ⌀ | 18,7    |
| Rekordmaximum (°C)    | 30,6  | 30,1  | 28,0  | 26,9  | 25,2  | 22,8  | 24,1  | 27,7  | 28,4  | 28,9  | 28,1  | 31,4  | ᐃ | 31,4    |
| Mittl. Tagesmin. (°C) | 13,3  | 13,6  | 12,7  | 10,4  | 7,6   | 6,8   | 6,0   | 7,1   | 7,2   | 9,6   | 10,8  | 12,3  | ⌀ | 9,8     |
| Rekordminimum (°C)    | 3,5   | 4,2   | 0,3   | −2,9  | −6,8  | −7,2  | −9,0  | −8,2  | −7,5  | −2,4  | −1,5  | 1,4   | ᐁ | −9,0    |
|                       |       |       |       |       |       |       |       |       |       |       |       |       |   |         |
| Niederschlag (mm)     | 185,7 | 182,6 | 126,1 | 106,7 | 144,0 | 127,2 | 199,8 | 143,2 | 186,1 | 182,5 | 166,5 | 137,1 | Σ | 1.887,5 |
|                       |       |       |       |       |       |       |       |       |       |       |       |       |   |         |
| Sonnenstunden (h/d)   | 5,4   | 5,1   | 5,5   | 5,3   | 4,8   | 4,3   | 4,9   | 4,8   | 4,7   | 4,8   | 5,9   | 5,8   | ⌀ | 5,1     |
|                       |       |       |       |       |       |       |       |       |       |       |       |       |   |         |
| Regentage (d)         | 14    | 14    | 12    | 10    | 8     | 10    | 10    | 8     | 11    | 12    | 12    | 12    | Σ | 133     |
|                       |       |       |       |       |       |       |       |       |       |       |       |       |   |         |
| Luftfeuchtigkeit (%)  | 85,5  | 86,5  | 85,9  | 84,8  | 84,5  | 81,9  | 79,9  | 74,9  | 80,6  | 82,8  | 81,2  | 81,8  | ⌀ | 82,5    |

| 13,3 |

| 13,6 |

| 12,7 |

| 10,4 |

| 7,6 |

| 6,8 |

| 6,0 |

| 7,1 |

| 7,2 |

| 9,6 |

| 10,8 |

| 12,3 |

| 13,3 |

| 13,6 |

| 12,7 |

| 10,4 |

| 7,6 |

| 6,8 |

| 6,0 |

| 7,1 |

| 7,2 |

| 9,6 |

| 10,8 |

| 12,3 |

| N i e d e r s c h l a g | 185,7 | 182,6 | 126,1 | 106,7 | 144,0 | 127,2 | 199,8 | 143,2 | 186,1 | 182,5 | 166,5 | 137,1 |
|                         | Jan   | Feb   | Mär   | Apr   | Mai   | Jun   | Jul   | Aug   | Sep   | Okt   | Nov   | Dez   |

## Landwirtschaft
Das ganzjährig milde Klima und der kalte Winter nach brasilianischen Standards erlaubt den Anbau von Äpfeln, einem Obst, das sich in den meisten Regionen Brasiliens nicht leicht anpasst. EPAGRI, die Landwirtschaftsbehörde des Staates, verfügt über eine Versuchsstation, wo der Anbau von Fuji, der von Fumio Hiragami aus Curitibanos gebracht wurde, an diesem Ort perfektioniert wird. Die Pflanzen kommen aus Japan.